# Masta Ace

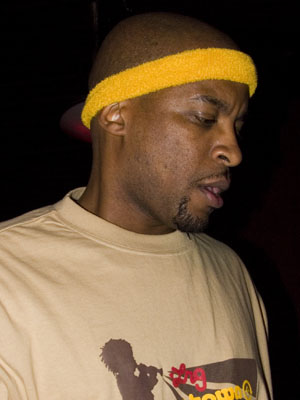
Masta Ace in Calgary, 2005

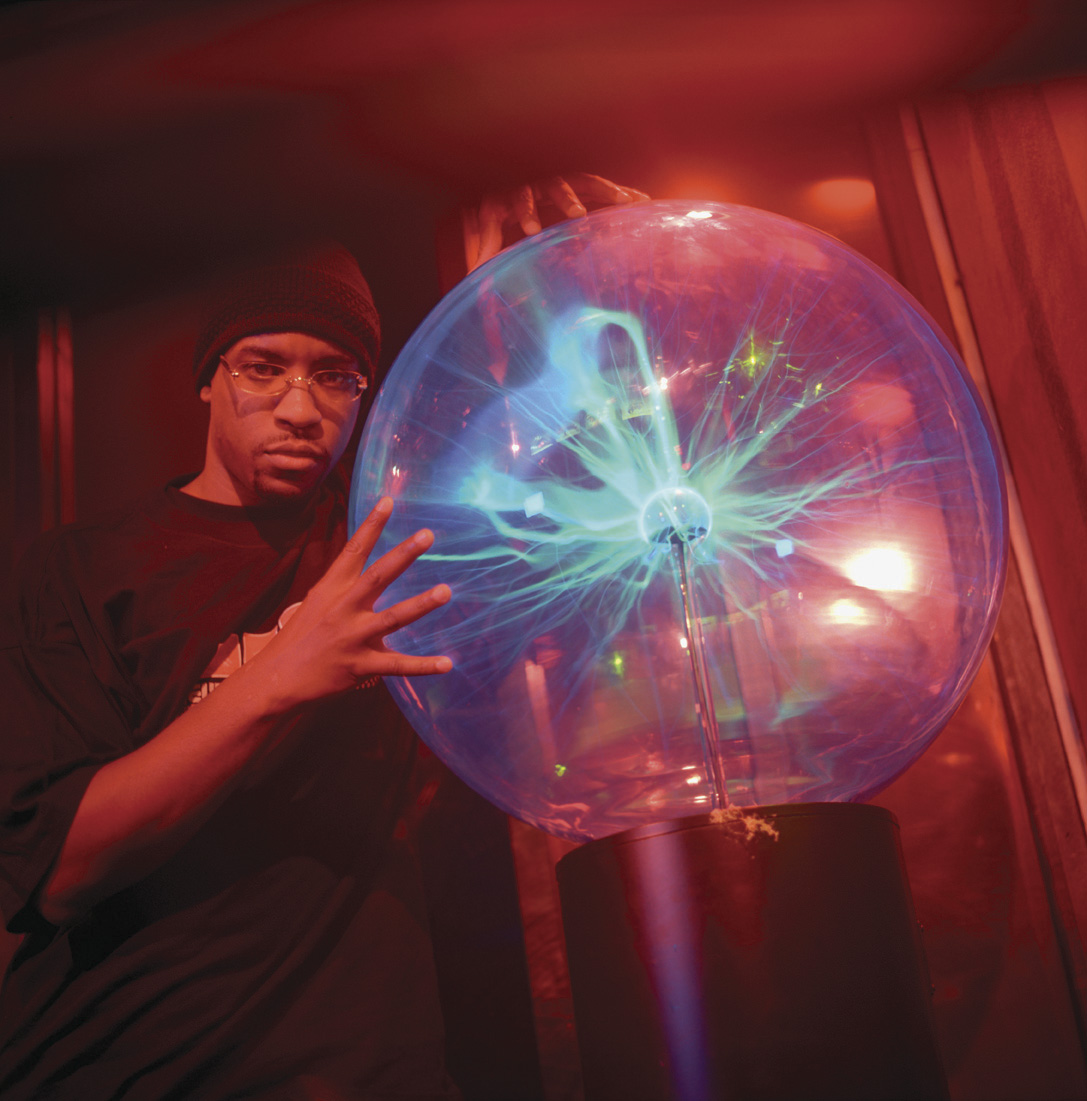
Masta Ace (2001)

Masta Ace (bürgerlich Duval Clear; * 4. Dezember 1966 in Brooklyn, New York City) ist ein US-amerikanischer Rapper. Er genießt einen Ruf als Underground-MC. Die Single Jeep Ass Nigga (vor allem bekannt geworden durch die Neuauflage Born to Roll) brachte ihm den Durchbruch.

## Leben
Nach dem Schulbesuch in Brooklyn absolviert Duval Clear von 1983 bis 1988 ein College-Studium im Marketing-Bereich an der Universität von Rhode Island. Bereits im Dezember 1986 hatte er einen Rap-Wettbewerb in Queens und damit eine Aufnahmesession mit Marley Marl gewonnen. Als Mitglied von Marley Marls Rap-Combo, der legendären Eastcoast-Gruppierung Juice Crew (mit MC Shan, Big Daddy Kane, Biz Markie, Roxanne Shanté, Tragedy Khadafi und Craig G) beginnt der New Yorker daraufhin seine Karriere, auf die er sich vor allem nach seinem Abschluss stürzt. 1990 veröffentlicht er sein Debütalbum Take a Look Around auf Marls Label Cold Chillin’ Records, das häufig als Hip-Hop-Pendant zu Motown Records bezeichnet wird. Trotz durchweg guter Kritiken entpuppt sich die Platte als finanzielles Debakel. Ein bereits fertiggestelltes zweites Album mit dem Titel Shelf Life erscheint nicht mehr (es wird erst im Jahre 2013 in einer limitierten Pressung veröffentlicht). Daraufhin trennt sich Masta Ace von Cold Chillin und sucht einen neuen Vertriebspartner. Der wurde 1993 in Delicious Vinyl gefunden. Dort veröffentlicht Ace mit seiner neu gegründeten Masta-Ace-Incorporated-Crew (Masta Ace I.N.C., Mitglieder waren Eyce, Leschea, Reginald Ellis, Uneek, Lord Digga und Paula Perry) das Album SlaughtaHouse. Er orientierte sich, obwohl von der Ostküste kommend, dabei an den Synthie-Beats des Stils der Westküste, was in der Szene für ambivalente Reaktionen sorgte. Auf dem zwei Jahre später erscheinenden Album Sittin’ on Chrome folgt der nächste Tabubruch: Eine von Kraftwerk gesampelte Bassline trägt das erfolgreiche Born to Roll. Nach diesem Stück wurde die gleichnamige Party-Reihe von DJ Dister in Berlin benannt. 2013 revanchierte sich Masta Ace für die Ehrung, indem er mit Dister das Stück Ain’t No Thing für dessen Album Roll wit Dis aufnahm.
In der Folgezeit ist Masta Ace zwar keinesfalls untätig, veröffentlicht seine Werke allerdings nicht auf Alben. Für andere Künstler produziert er in der zweiten Hälfte der 1990er Jahre unter dem Pseudonym Ase One diverse Songs. Ein erneuter Paukenschlag erscheint erst im Jahr 2000 mit der Kollabo Hellbound mit dem neuen Superstar Eminem. In eben jenem Jahr erhält Masta Ace die Diagnose, an MS erkrankt zu sein.
Das 2001 auf den Markt kommende Disposable Arts ist ein Themenalbum, auf dem Ace die Geschichte eines Ex-Häftlings erzählt, der in eine Hip-Hop-Schule geht, um sich eine legale Existenz aufzubauen.  In dem Lied Acknowledge, das die 13. Anspielstation auf Disposable Arts ist, disst der Rapper einige seiner Musikerkollegen, beziehungsweise antwortet auf deren verbale Seitenhiebe. Dazu gehören The High & Mighty und der Rapper Boogieman. Der Song sowie Boogiemans gerappte Antwort auf den Diss sind auch auf dem von DJ Spinbad gemixten Sampler Lyricist Lounge – Underground Airplay Version 1.0 zu hören.
Das nächste Album A Long Hot Summer ist ein Prequel zu Disposable Arts. Mit der Veröffentlichung des Albums gibt Masta das Ende seiner Solokarriere bekannt, was er jedoch revidiert, indem er 2006 (auch in Deutschland) auf Tour geht.
Ende 2006 kündigt Masta Ace an, er werde in Zukunft als Solo-Artist nicht mehr aktiv sein und nur noch mit der Hip-Hop-Formation eMC (bestehend aus Strick, Punchline, Wordsworth und Masta Ace) Musik veröffentlichen. Ein neues Album namens The Show von eMC wird am 25. März 2008 veröffentlicht. Im Mai und Juni 2008 gehen sie auf Tour und spielen u. a. 8 Konzerte in Deutschland.
Sein Track What Is It ist als musikalische Untermalung im Spiel Midnight Club II zu hören. Ebenfalls sind die Tracks Soda & Soap und Take a Walk im Soundtrack zu dem Spiel Saints Row vertreten.
2009 veröffentlicht er das Kollabo-Album Arts & Entertainment mit Edo G.
2012 veröffentlicht er mit dem Produzenten MF DOOM zusammen das Kollaboalbum MA DOOM: Son of Yvonne, für das Masta Ace Instrumentals von der Special-Herbes-Reihe auswählte, die MF DOOM in den Jahren 2001 bis 2005 produziert hatte. Obwohl er ankündigte, dass nur sein alter Weggefährte Big Daddy Kane auf dem Album als zusätzlicher Gast vertreten sein würde, finden sich neben Big Daddy Kane auf dem Album weitere Gastauftritte von Pav Bundy, Reggie B und Milani the Artist.

## Diskografie
Alben und Singles von Masta Ace, Masta Ace Incorporated und dem Filmprojekt The Crooklyn Dodgers

### Alben
| Jahr | Titel Interpret                          | Höchstplatzierung, Gesamtwochen, AuszeichnungChartplatzierungen (Jahr, Titel, Interpret, Platzierungen, Wochen, Auszeichnungen, Anmerkungen) | Höchstplatzierung, Gesamtwochen, AuszeichnungChartplatzierungen (Jahr, Titel, Interpret, Platzierungen, Wochen, Auszeichnungen, Anmerkungen) | Anmerkungen |
| Jahr | Titel Interpret                          | US | R&B | Anmerkungen |
| ---- | ---------------------------------------- | --- | --- | ----------- |
| 1990 | Take a Look Around Masta Ace             | — | R&B38 (12 Wo.)R&B |             |
| 1993 | Slaughtahouse Masta Ace Incorporated     | US134 (3 Wo.)US | R&B32 (20 Wo.)R&B |             |
| 1995 | Sittin’ on Chrome Masta Ace Incorporated | US69 (10 Wo.)US | R&B19 (23 Wo.)R&B |             |
| 2001 | Disposable Arts Masta Ace                | — | R&B90 (1 Wo.)R&B |             |
| 2004 | A Long Hot Summer Masta Ace              | — | R&B82 (3 Wo.)R&B |             |

Weitere Alben
- 2001: The Best of Cold Chillin’ (Kompilation)
- 2006: Grand Masta: The Remix & Rarity Collection (Kompilation)
- 2012: MA_Doom: Son of Yvonne (mit MF Doom)
- 2016: The Falling Season
- 2018: A Breukelen Story (mit Marco Polo)
- 2024: Richmond Hill (mit Marco Polo)

### Singles
| Jahr | Titel Interpret                                                            | Höchstplatzierung, Gesamtwochen, AuszeichnungChartplatzierungen (Jahr, Titel, Interpret, Platzierungen, Wochen, Auszeichnungen, Anmerkungen) | Höchstplatzierung, Gesamtwochen, AuszeichnungChartplatzierungen (Jahr, Titel, Interpret, Platzierungen, Wochen, Auszeichnungen, Anmerkungen) | Höchstplatzierung, Gesamtwochen, AuszeichnungChartplatzierungen (Jahr, Titel, Interpret, Platzierungen, Wochen, Auszeichnungen, Anmerkungen) | Anmerkungen                                                     |
| Jahr | Titel Interpret                                                            | CH | US | R&B | Anmerkungen                                                     |
| ---- | -------------------------------------------------------------------------- | --- | --- | --- | --------------------------------------------------------------- |
| 1990 | Me and the Biz Masta Ace                                                   | — | — | R&B47 (8 Wo.)R&B |                                                                 |
| 1994 | Born to Roll Masta Ace Incorporated                                        | — | US23 (20 Wo.)US | R&B33 (20 Wo.)R&B |                                                                 |
| 1994 | Crooklyn The Crooklyn Dodgers featuring Special Ed, Buckshot and Masta Ace | — | US60 (12 Wo.)US | R&B32 (15 Wo.)R&B | Titelsong des gleichnamigen Films von Spike Lee                 |
| 1995 | The I.N.C. Ride Masta Ace Incorporated                                     | — | US69 (16 Wo.)US | R&B47 (8 Wo.)R&B | mit einem Sample aus For the Love of You von den Isley Brothers |
| 1995 | Sittin’ on Chrome Masta Ace Incorporated                                   | — | US84 (8 Wo.)US | R&B67 (9 Wo.)R&B |                                                                 |
| 1995 | Return of the Crooklyn Dodgers Crooklyn Dodgers ’95                        | — | US96 (2 Wo.)US | R&B77 (5 Wo.)R&B | aus dem Spike-Lee-Film Clockers                                 |
| 2002 | Hellbound Eminem, J-Black & Masta Ace                                      | CH85 (1 Wo.)CH | — | — | nur in der Schweiz und Frankreich (Platz 53) in den Charts      |

Weitere Lieder
- Together (1989)
- Music Man (1990)
- Movin’ On (1991)
- Jeep Ass Niguh (1992)
- Turn It Up (1996)
- Cars (1998)
- NY Confidential (1999)
- Express Delivery (1999)
- Spread It Out (2000)
- Brooklyn Blocks (2000)
- Ghetto Like (2000)
- Don’t Understand (2001)
- Good Ol’ Love (2004)
- Da Grind (2004)
- The Hitman (2006)